# David Ogilvy (12e comte d'Airlie)
Pour les articles homonymes, voir David Ogilvy (homonymie).
David Lyulph Gore Wolseley Ogilvy, 12e et 7e comte d'Airlie, (né à Cahir, comté de Tipperary en Irlande, le 18 juillet 1893 et mort au château d'Airlie, comté d'Angus, en Écosse, le 28 décembre 1968) est un pair, un soldat et un courtisan écossais.

## Biographie
Il est le fils aîné de David Ogilvy (11e comte d'Airlie), et de son épouse, Mabell Gore. Il hérite des titres de son père en 1900 à l'âge de six ans et est l'un des porteurs de traine de Mary de Teck lors de son couronnement en 1911. Il devient pair représentant pour l'Écosse en 1922, est nommé Lord-in-waiting dans le gouvernement de Stanley Baldwin en 1926 et est fait chevalier commandeur de l' Ordre royal de Victoria en 1929.
En 1937, il devient Lord Lieutenant d'Angus et est nommé Lord-chambellan auprès de la reine Elizabeth en 1937. En tant que membre senior de la maison royale, il est invité au mariage de la princesse Élisabeth et de Philip Mountbatten en 1947. En 1938, il est élevé au rang de chevalier grand-croix de l'ordre royal de Victoria, fait chevalier de l'ordre du chardon en 1942 et est nommé chancelier de l'ordre du chardon en 1956.
Lord Airlie est officier dans le 10th Royal Hussars après un passage au Collège militaire royal de Sandhurst en 1912. Il atteint le grade de capitaine lors de la Première Guerre mondiale, au cours de laquelle il obtient la Croix militaire.
Il prend sa retraite de l'armée régulière en 1921, mais rejoint le 5e bataillon (4e/5e bataillon à partir de 1922), Black Watch (armée territoriale) en tant que major. Il est lieutenant-colonel commandant de 1924 à 1929, promu colonel en 1928. En 1940, il est nommé lieutenant-colonel des Scots Guards, revenant à sa demande au grade de major jusqu'en 1942. Il démissionne de sa commission en 1948. Il est commandant des forces des cadets de l'armée, en Écosse en 1943. Il reçoit le doctorat honorifique en droit (LL. D) par l'Université de St Andrews en 1958.
Lord Airlie possède de nombreux chevaux de course, notamment le steeplechaser, Master Robert, qui remporte le Grand National en 1924 aux couleurs du comte.

## Mariage et descendance
Le 17 juillet 1917, il épouse Alexandra Coke (décédée en 1984), deuxième fille de Thomas Coke (3e comte de Leicester), et ils ont six enfants, vingt et un petits-enfants et vingt-neuf arrière-petits-enfants:
- Victoria Jean Marjorie Mabell Ogilvy (21 septembre 1918-23 septembre 2004); épouse Alexander Lloyd (2e baron Lloyd), le 24 janvier 1942. Ils ont trois enfants.
- Margaret Helen Isla Marion Ogilvy (23 juillet 1920 - 22 janvier 2014); épouse Iain Tennant (en) le 11 juillet 1946. Ils ont trois enfants et six petits-enfants.
- Griselda Davinia Roberta Ogilvy (12 juin 1924 - 8 juin 1977); épouse le major Peter Balfour le 6 novembre 1948 et divorcent en 1968. Ils ont trois enfants.
- David Ogilvy (13e comte d'Airlie) (17 mai 1926-28 juin 2023); épouse Virginia Fortune Ryan le 23 octobre 1952. Ils ont six enfants et onze petits-enfants.
- Angus Ogilvy (14 septembre 1928-26 décembre 2004); épouse la princesse Alexandra de Kent le 24 avril 1963. Ils ont deux enfants et quatre petits-enfants.
- James Donald Diarmid Ogilvy (1934-2024); épouse Magdalen Jane Ruth Ducas le 2 juillet 1959 et ils divorcent en 1980. Ils ont quatre enfants et huit petits-enfants. Il s'est remarié avec Caroline Child-Villiers (fille de George Child Villiers (9e comte de Jersey)) en 1980.